# キャンプ・コーラル:スポンジ・ボブのアンダーイヤー

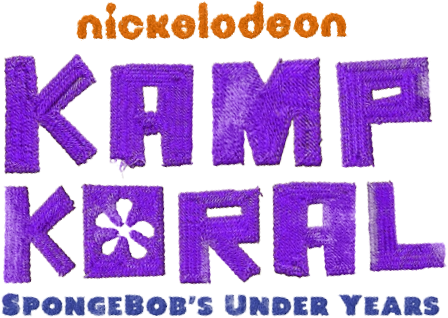
Logotipo

『キャンプ・コーラル: スポンジ・ボブのアンダーイヤー』(原題: Kamp Koral: Spongebob's Under Years) は、アメリカのコンピュータアニメ。『スポンジ・ボブ』のスピンオフ作品。アメリカでは2021年3月4日からParamount+で配信され、同年4月2日からはニコロデオンで放送されている。日本では2024年10月18日よりParamount+で配信されている。

## あらすじ
「キャンプ・コーラル」と呼ばれる「スリープ アウェイ・キャンプ」で夏を過ごす10歳のスポンジ・ボブ。

## キャラクター
スポンジ・ボブ
声 - トム・ケニー、日本語版 - 松野太紀（シーズン1）→宮田幸季（シーズン2）
パトリック
声 - ビル・ファッガーバッケ、日本語版 - かぬか光明
ゲイリー
声 - トム・ケニー
イカルド
声 - ロジャー・バンパス、日本語版 - 上田燿司
カーニさん
声 - クランシー・ブラウン、日本語版 - 奥田啓人
サンディ
声 - キャロリン・ローレンス、日本語版 - 松浦チエ
プランクトン
声 - ミスター・ローレンス、日本語版 - 松浦チエ
パフ先生
声 - メアリー・ジョー・キャトレット、日本語版 - 高橋里枝
カレン
声 - ジル・ティレイ、日本語版 - 高橋里枝
パール・カー二
声 - ロリ・アラン、日本語版 - 高橋里枝
ラリー
声 - ミスター・ローレンス、日本語版 - 奥田啓人
ノビー、ナーリーン
声 - カルロス・アラズラキ（ノビー）、ケイト・ヒギンズ（ナーリーン） 日本語版：ケンコー（ノビー）、吉元里謹（ナーリーン）
アップターンさん
声 - シリーナ・アーウィン、日本語版 - ニケライ・ファラナーゼ
レジギルド
声 - ロジャー・バンパス、日本語版 - 落合弘治
リー、ロー
声 - キャロリン・ローレンス（リー）、ビル・ファッガーバッケ（ロー）、日本語版 - 松浦チエ（リー）、かぬか光明（ロー）
パーチ・パーキンス
声 - ディー・ブラッドリー・ベイカー、日本語版 - 奥田啓人
バブルバス
声 - ディー・ブラッドリー・ベイカー、日本語版 - 拝真之介
ハービー
声 - カルロス・アラズラキ、日本語版 - 中務貴幸
ケビン
声 - ディー・ブラッドリー・ベイカー、日本語版 - 奥田啓人
クレイグ
声 - ディー・ブラッドリー・ベイカー、日本語版 - かぬか光明
モー
声 - シリーナ・アーウィン、日本語版 - 高橋里枝
トールテール
声 - トム・ケニー、日本語版 - 上田燿司
プレダトリー
声 - グレイ・デリスル、日本語版 - 三日尻望
ジミー
声 - ジョン・ゲゲンフーバー、日本語版 - 中務貴幸
ビック・ロキシー、リトル・ロキシー
声 - グレイ・デリスル（ビック・ロキシー）、ケイト・ヒギンズ（リトル・ロキシー）、日本語版 - 新井笙子（ビック・ロキシー）、ニケライ・ファラナーゼ（リトル・ロキシー）
キッドフェラトゥ（後にノスフェラトゥ）
声 - ディー・ブラッドリー・ベイカー
クラーケン
声 - ブラッド・ギャレット、日本語版 - 田中美央、かぬか光明（『船上カニカーニ』のみ）
エルウッド
声 - グレイ・デリスル、日本語 - 三日尻望
ヘルガ
声 - シリーナ・アーウィン、日本語版 - ニケライ・ファラナーゼ
メイジー
声 - インディア・デ・ボーフォート、日本語版 - おまたかな
サンタクロース
声 - ルイス・ブラック、日本語版 - 佐々木祐介
さまよえるオランダ人
声 - ブライアン・ドイル＝マーレイ、日本語版 - 隈本吉成
シャボンくん
声 - ロジャー・バンパス、日本語版 - 奥田啓人
マン・レイ
声 - ボブ・ジョールス、日本語版 - 上田燿司
セシル・スター
声 - トーマス・F・ウィルソン、日本語版 - 佐々木祐介
バニー・スター
声 - クリー・サマー、日本語版 - 吉元里謹
グランパット・スター
声 - ダナ・スナイダー、日本語版 - 落合弘治
フィンズ・ホワイティンズ
声 - ジョー・パントリアーノ、日本語版 - 上田燿司
ドーサル・ダン
声 - スティーヴ・ブシェミ、日本語版 - 落合弘治
ナレーター
声 - トム・ケニー、日本語版 - 奥田啓人
その他
蓮岳大、ボルケーノ太田、藤原大智、引坂理絵

## 各話リスト

### シーズン1
| 話数 | 邦題                                                   | 原題                                               | 配信日         |
| ---- | ------------------------------------------------------ | -------------------------------------------------- | -------------- |
| 1    | 初めてのクラゲ採り                                     | The Jellyfish Kid                                  | 2021年 3月4日  |
| 2    | シュガースクイーズタッチ！キミが鬼！                   | Sugar SqueezeTag, You're It!                       | 3月4日         |
| 3    | フードトラックを捜せ！奇妙なキャビン                   | Quest For TireA Cabin Of Curiostities              | 3月4日         |
| 4    | ヌーディストキャンプって？食堂のお手伝い               | In Seach Of Camp NoodistKitchen Sponge             | 3月4日         |
| 5    | キャンプ・コーラルのお宝カタツムリのゲイリー           | The Treasure Of Kamp KoralCamper Gary              | 3月4日         |
| 6    | 真夜中の変身スナックやんちゃなパール                   | Midnight Snack AttackHot Pearl-Tato                | 3月4日         |
| 7    | チョビーの自分探しタイムアウトはつらいよ               | What About Meep?Hard Time Out                      | 7月22日        |
| 8    | 沈むパトリックキャンプ・スポンジ・ボブ                 | Pat's a Lil' SinkerCamp SpongeBob                  | 7月22日        |
| 9    | イカルドの悲劇ゲームナイト                             | SquiseryGame Night                                 | 7月22日        |
| 10   | お上品なノビーパーチたちのニュース速報                 | My Fair NobbyGive Me a News Break                  | 7月22日        |
| 11   | クラーケンは大ウケ伝説のシースクワッチ                 | Wise KrakenSquatch Swap                            | 7月22日        |
| 12   | サンタさんって誰？トイレ大爆発                         | The Ho! Ho! Horror!Outhouse Outrage                | 7月22日        |
| 13   | 真夏のホラーナイト                                     | Are You Afraid of the Dork?                        | 7月22日        |
| 14   | みんなのスターキャンプ・コーラルのゴースト             | Help Not WantedCamp Spirit                         | 2022年 9月30日 |
| 15   | ヒルフーで優勝しよう！灼熱のキャンプ・コーラル         | Hill-FuSun's Out, Fun's Out                        | 2022年 9月30日 |
| 16   | 痛いの飛んでけ、応急手当て一番クサいキャンプで賞       | First And Last AidNight of the Living Stench       | 2022年 9月30日 |
| 17   | 海賊バッジを狙え！クラゲの生態                         | Camp CrossbonesThe Jelly Life                      | 2022年 9月30日 |
| 18   | カークラッシュ・ダービー呪われたキャンプ・ショップ     | Lake CrashersBoo Light Special                     | 2022年 9月30日 |
| 19   | キャンプ・コーラルのアートショー幸運の海ウシ           | Painting With SquidwardKamp Kow                    | 2022年 9月30日 |
| 20   | 別々のキャビン最高の目覚まし上手                       | Helter ShelterReville Revolution                   | 2023年 5月26日 |
| 21   | 入れ替わっちゃった！トゲトゲ大発生！                   | The Switch GlitchPrickly Pests                     | 2023年 5月26日 |
| 22   | かしこいロッジ海底の独裁者                             | Are You Smarter Than a Smart Cabin?Deep Sea Despot | 2023年 5月26日 |
| 23   | クビになったレジギルドベストキャンパー賞はだれの手に？ | Regi-HilledThe Perfect Camper                      | 2023年 5月26日 |
| 24   | ホットドッグ早食い王パトリックのケーキ                 | Eye Of The HotdogPatrick Takes the Cake            | 2023年 5月26日 |
| 25   | その味、あしからず怖がりサンディ                       | The Taste Of DefeatScaredy Squirrel                | 2023年 5月26日 |
| 26   | 帽子探して宇宙までイタズラの日                         | Hats Off To SpaceIn A Nut's Shell                  | 2023年 5月26日 |

## 主題歌
「キャンプ・コーラル」
歌 - スポンジ・ボブ（日本語版：松野太紀→宮田幸季）、コーラス - 梅澤まおと、廣原ひなた、都りんたろう、よしの